# 乙井なずな
乙井 なずな（おとい なずな、1989年3月30日 - ）は日本のAV女優。

## プロフィール
新潟県出身。血液型はO型。趣味は音楽鑑賞で、特技はエレクトーン。2009年4月に『萌えデレ♥ ムチムチボディ 乙井なずな』でデビュー。

## 出演

### アダルトビデオ
- 萌えデレ♥ ムチムチボディ 乙井なずな（2009年4月21日、h.m.p）
- 教育的☆萌えっ! 乙井なずな（2009年5月21日、h.m.p）
- むちゃエロ（2009年6月21日、h.m.p）
- こんなロリ美少女に中出ししたいっ!（2009年7月21日、h.m.p）
- ism 乙井なずな Vol.1 （2009年8月21日、h.m.p）
- スゴ～く!制服の似合う素敵な娘 なずな（2009年9月13日、オーロラ・プロジェクト・アネックス）
- 私がAVに出た理由 デビュー前に撮影されたテスト撮り 1（2009年9月21日、h.m.p）
- スゴ～く!制服の似合う素敵な娘 乙井なずな 2（2009年10月13日、オーロラプロジェクト・アネックス）
- ism 乙井なずな Vol.2（2009年10月21日、h.m.p）
- ネオロリ!!桃尻むちむち美白美少女HIP （2009年12月13日、オーロラプロジェクト・アネックス）
- 刹那 ～私の素顔～ File:03（2010年1月13日、プレステージ）
- 東京SEX 若妻なずなの異常な性欲 若妻なずな22才 セックスレス でも実は淫乱…（2010年5月17日、なでしこ)